# Omni Bedford Springs Resort
L'Omni Bedford Springs Resort est un hôtel américain situé à Bedford, en Pennsylvanie. Cet établissement d'Omni Hotels & Resorts est membre des Historic Hotels of America depuis 2008 et des Historic Hotels Worldwide depuis 2014.